# Massacre de Poneriai
Le massacre de Poneriai (ou massacre de Ponary) est l'exécution en 1941 de 100 000 personnes, dont 40% était juives, par les Einsatzgruppen, SD et SS allemands avec la collaboration de Sonderkommando lituaniens (Ypatingasis būrys et bataillons TDA) durant la Seconde Guerre mondiale, à Ponary près de Vilnus.
Il fait partie de la Shoah par balles en Lituanie (bien que Vilnius -en polonais Wilno- appartînt à la Pologne avant le déclenchement de la Seconde Guerre mondiale, en 1939, illégalement annexée par l'URSS puis la Lituanie après l'agression soviétique contre la Pologne ; la Shoah dans la région de Vilnius est donc également incluse dans le meurtre sur le sol polonais).[pas clair]

## Lieu
À 8 kilomètres au sud de Vilnius, un dépôt de carburant abandonné par les soviétiques pendant leur retraite, dans la forêt de Ponary, est choisi par l'Einsatzkommando 9 de Walter Stahlecker comme site d'extermination car il comporte une vingtaine de fosses de stockage, prêtes à engloutir la totalité des juifs de Vilnius - qui était alors situé en territoire polonais occupé, plus précisément dans le Reichskommissariat Ostland.

## Déroulement
La première grande action, euphémisme utilisé par les nazis pour désigner les exécutions de masse, a lieu le 31 août 1941. 2 019 femmes, 864 hommes et 817 enfants sont amenés de force et entassés dans le dépôt de carburant de Ponary à proximité de la gare en banlieue de Vilnius, où ils sont contraints de se déshabiller et de couvrir leur tête et leur visage avec leur chemise, avant d'être fusillés. Comme ailleurs et suivant les mêmes ordres, les « exécuteurs » doivent récupérer effets personnels, lunettes et dents en or.
Le 12 septembre, 3 434 juifs sont à nouveau massacrés en forêt de Ponary suivant la même procédure. Le plus grand nombre de juifs massacrés en une seule fois est de 10 000. Les Juifs ne savaient pas qu’ils allaient être exécutés, car ils avaient été préalablement désinformés : ils pensaient être déplacés vers des « camps de travail ». Pour éviter que les populations locales ne s’en mêlent et pour attiser leur haine, elles aussi étaient entretenues dans leur antisémitisme par la propagande du « judéo-bolchévisme » présentant tous les Juifs sans distinction comme des suppôts de Staline (qui avait envahi la région un an auparavant et fait régner la « terreur rouge »).
Les fosses étaient déjà creusées par les premiers groupes de victimes, qui avaient déjà été fusillées. Une fois déshabillée, chaque fournée était amenée à la fosse (en tirant sur les récalcitrants), contrainte de s’allonger sur les cadavres déjà en place, puis on lui tirait dessus à la mitraillette, et le processus recommençait jusqu’à ce que la fosse fût remplie et recouverte de terre. Après la guerre, lorsque l’on a déterré les corps, on s’est aperçu que chaque vague de victimes avait été enterrées par dessus la précédente tête-bêche, les mains attachées dans le dos.
Les exécutions se succédèrent entre juillet 1941 et août 1944. On estime à environ 100 000 le nombre total de victimes assassinées à Ponary en trois ans (soit une centaine par jour en moyenne), dont 70 000 Juifs, 20 000 Polonais ou Lituaniens et 10 000 Russes, Biélorusses et Roms qui pour la plupart habitaient Vilnius ou ses environs. Quelques-uns étaient des Résistants capturés, mais la plupart étaient de simples civils.

## Galerie

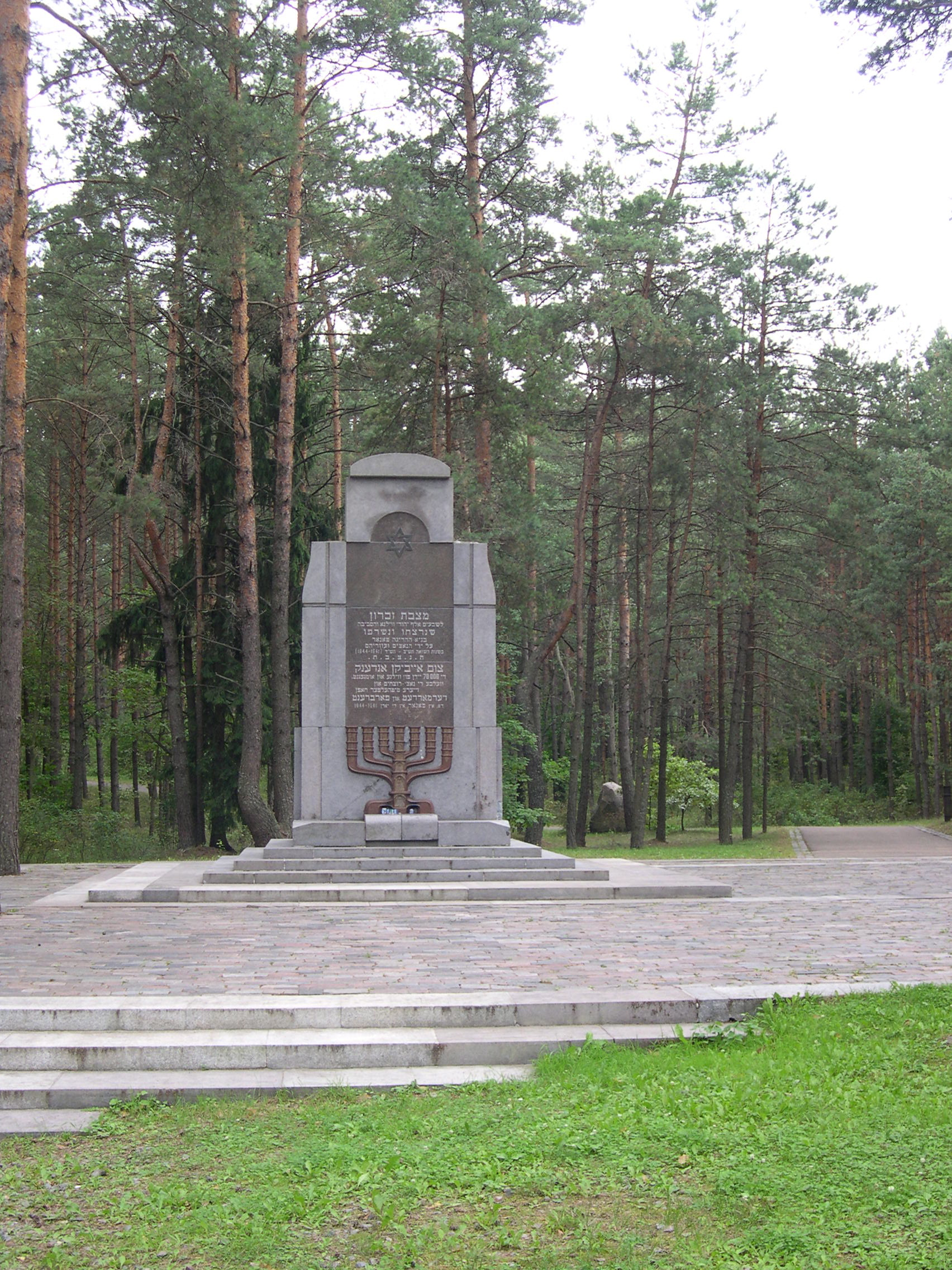
Monument aux victimes juives du massacre de Poneriai.
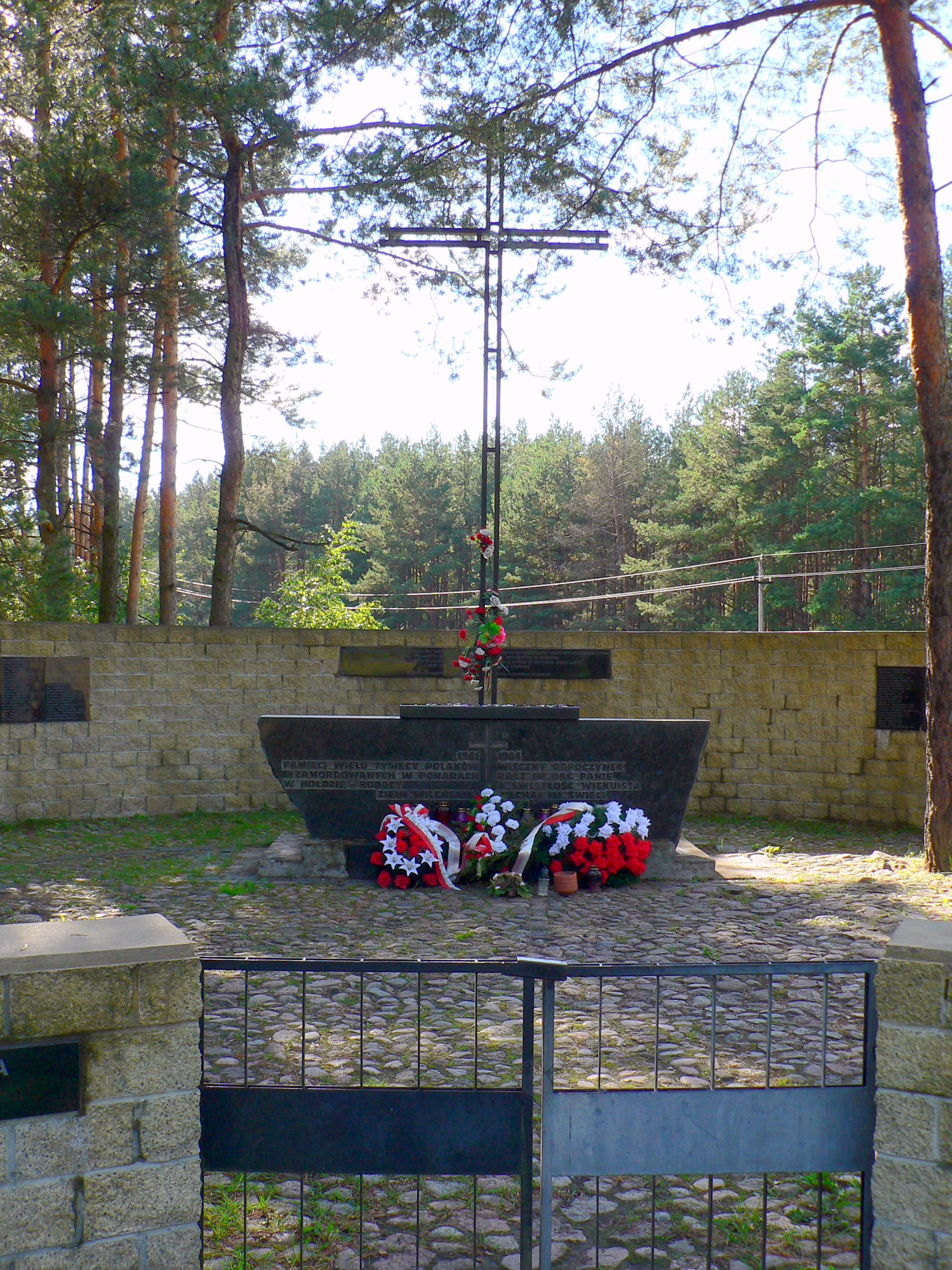
Monument aux victimes polonaises du massacre de Poneriai.
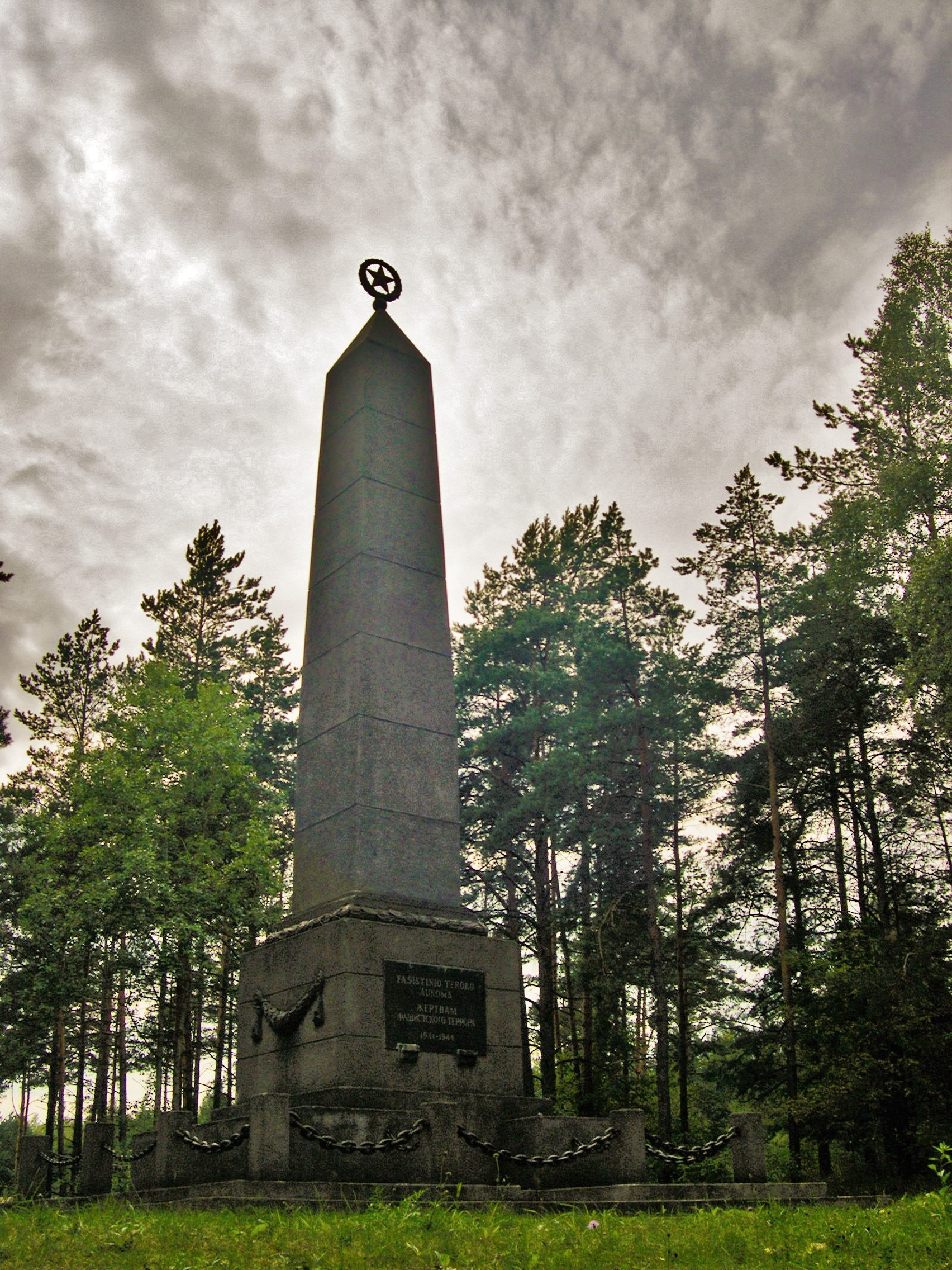
Monument aux victimes soviétiques du massacre de Poneriai.
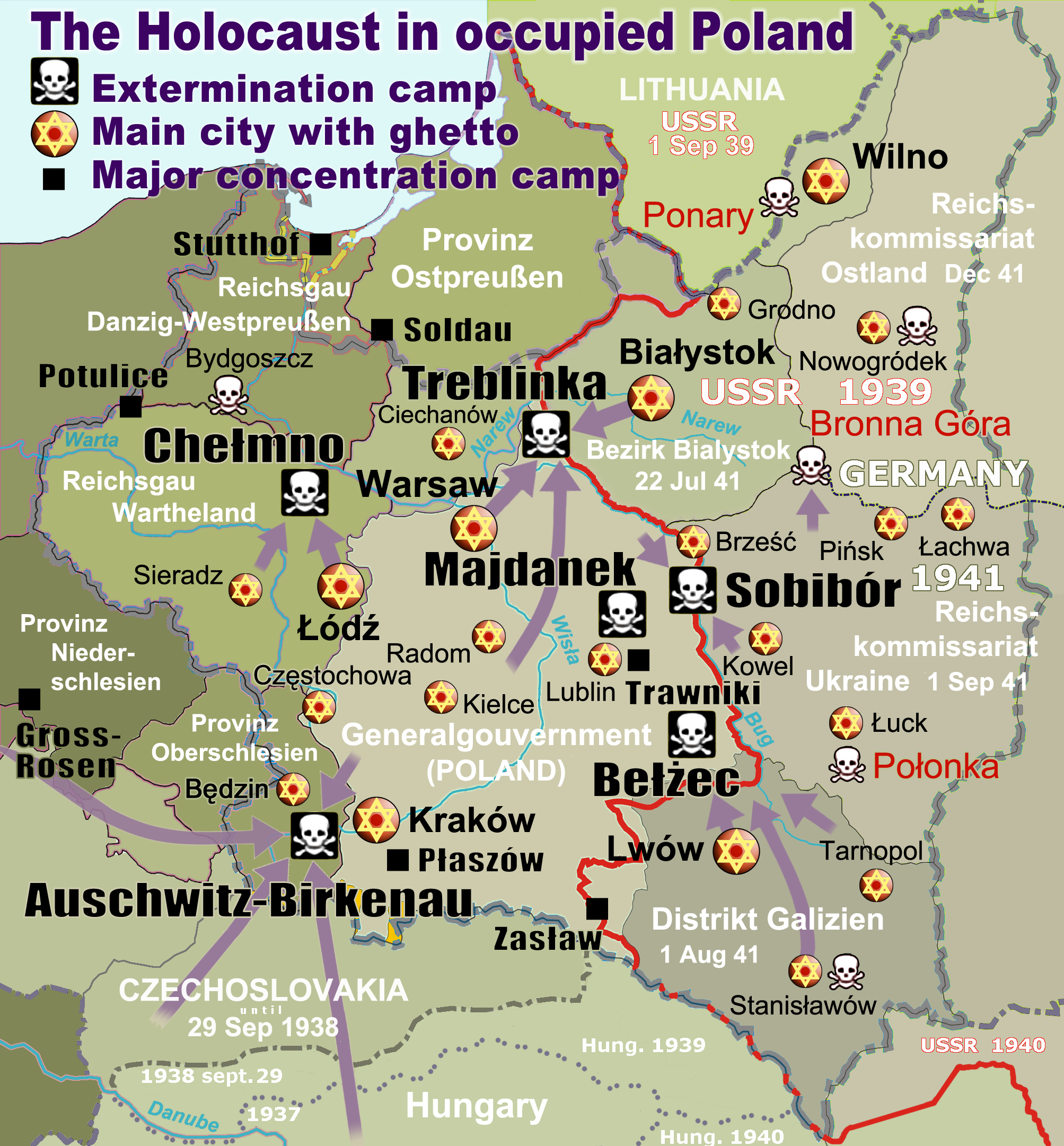
Carte de la Pologne occupée indiquant Ponary au nord-est, marqué d'une tête de mort rouge.
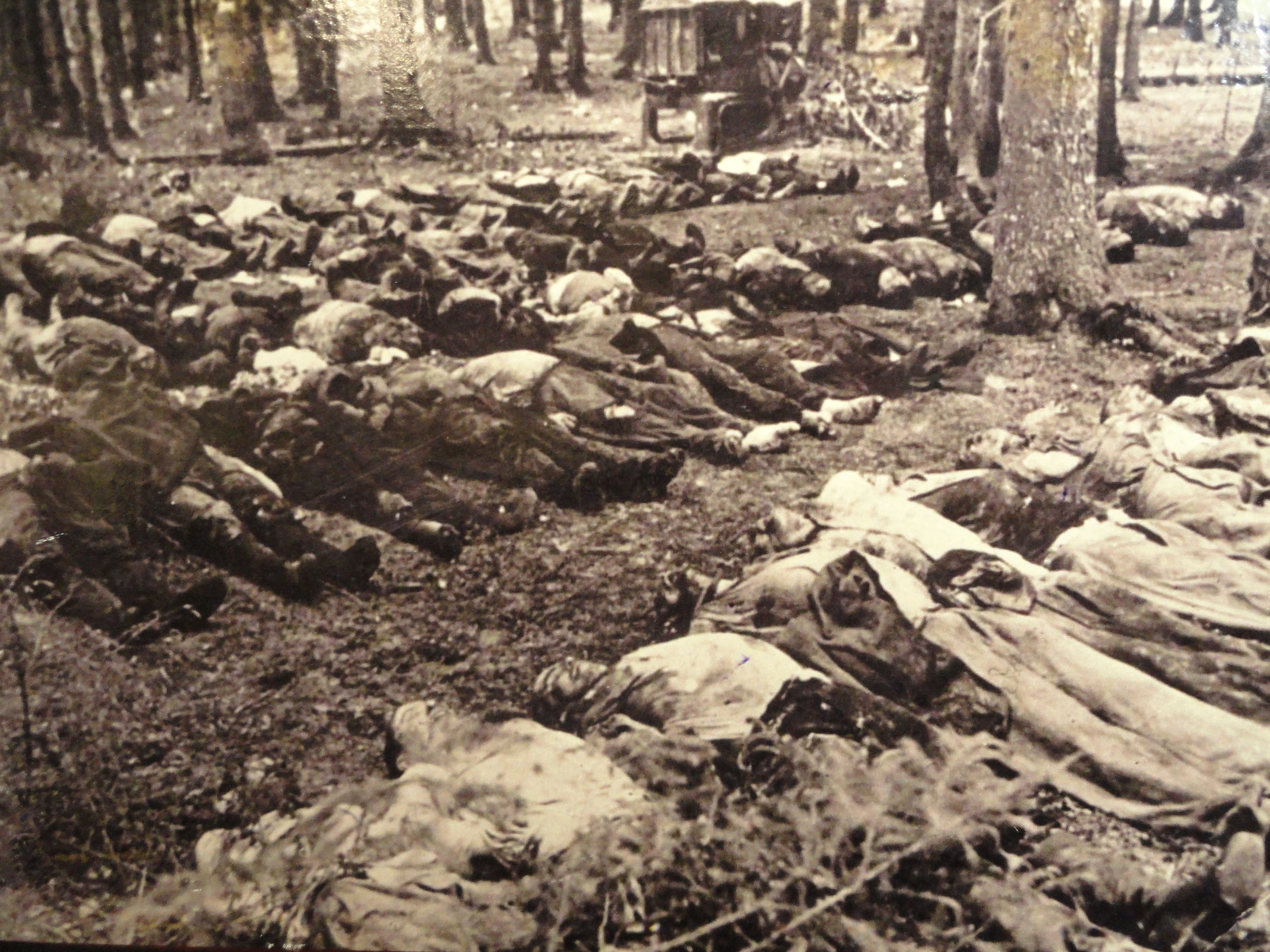
Les corps avant leur enfouissement.
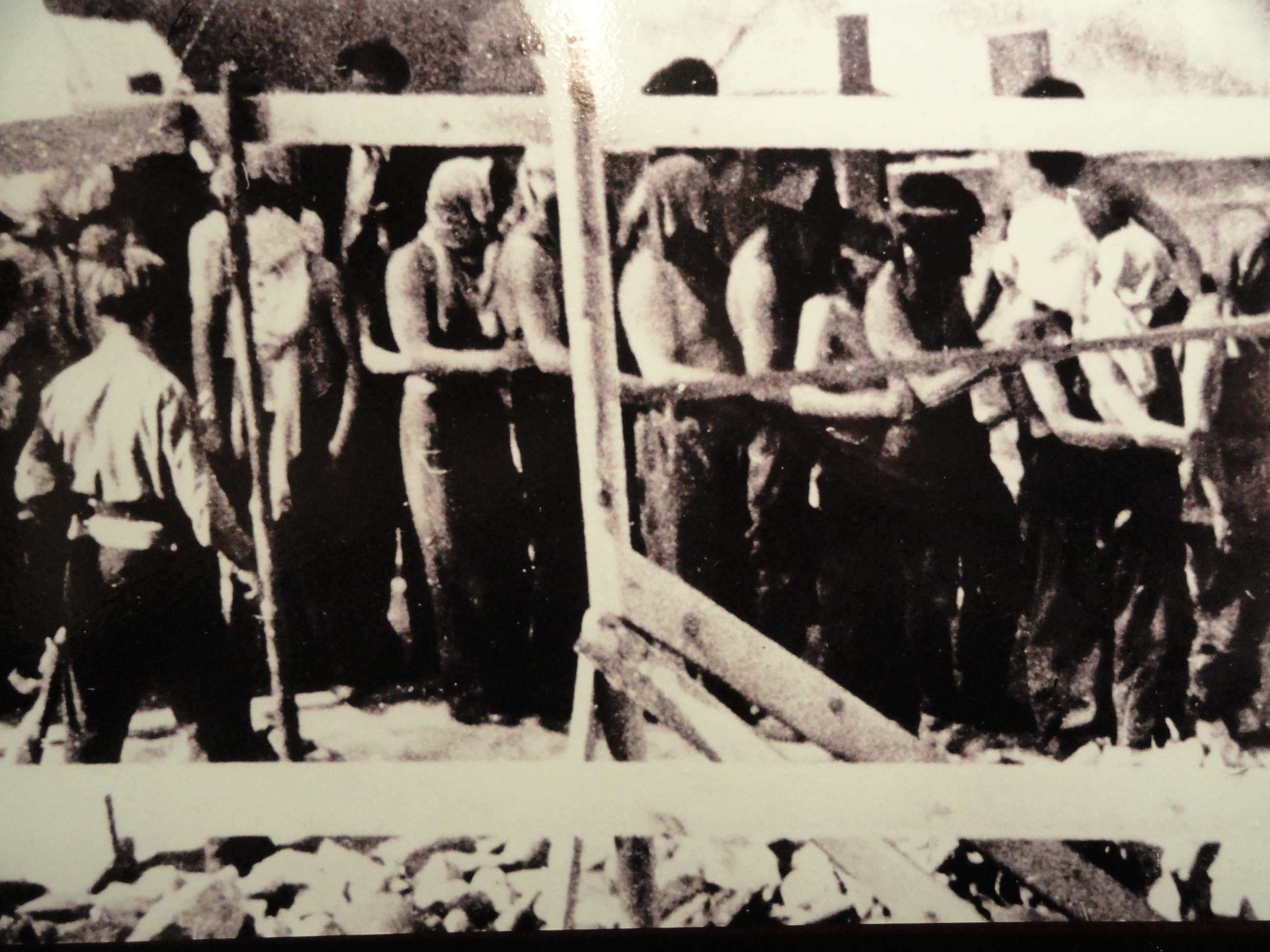
Juifs amenés sur le lieu du massacre, têtes et visages couverts avec leurs propres chemises.